# Mystacina miocenalis
Mystacina miocenalis — викопний вид рукокрилих з родини Mystacinidae. Викопні рештки знайдені в міоценових шарах у Новій Зеландії.